# Joyaux de la Couronne suédoise
Pour les articles homonymes, voir Joyaux de la couronne.

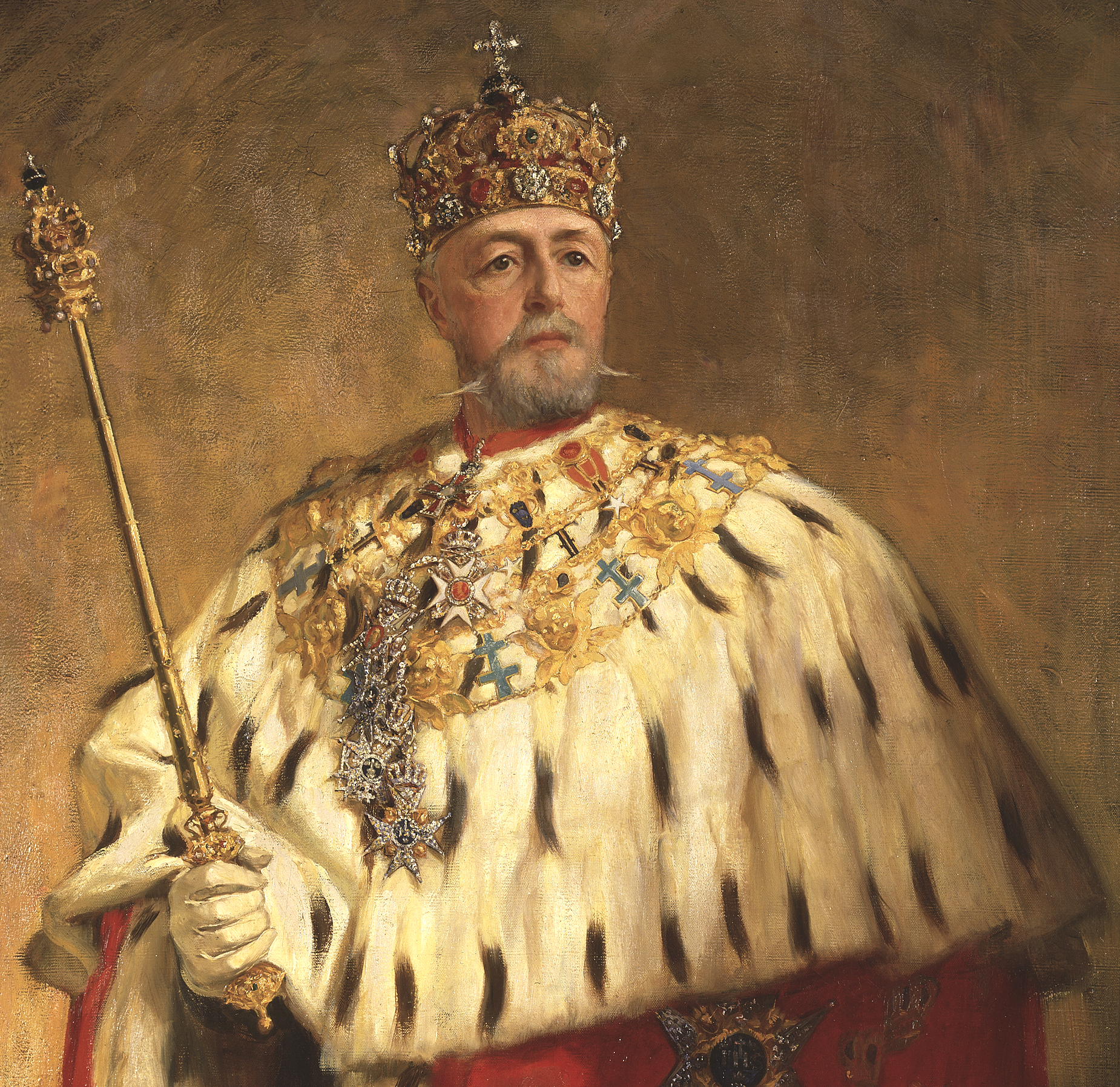
Le roi Oscar II peint par Oscar Björck. Le roi porte la couronne d'Éric XIV telle qu'elle apparaissait entre 1818 et 1909, les médailles de bronze de l'Ordre et le sceptre du roi Éric XIV.

Les joyaux de la Couronne suédoise sont les attributs du pouvoir royal suédois. Avant 1907, ils sont portés par les membres de la famille royale lors des couronnements et autres cérémonies officielles. Depuis 1907, ils ne sont plus portés par la royauté suédoise mais sont exposés lors des mariages, baptêmes et funérailles. Les joyaux de la Couronne sont conservés dans les coffres du Trésor royal suédois, sous le palais royal de Stockholm, dans un musée ouvert au public. Parmi les objets les plus précieux se trouvent l'épée de Gustave Vasa ainsi que la couronne, l'orbe, le sceptre et la clé du roi Éric XIV. 

## Insignes du roiÉricXIV

### Couronne du roiÉricXIV

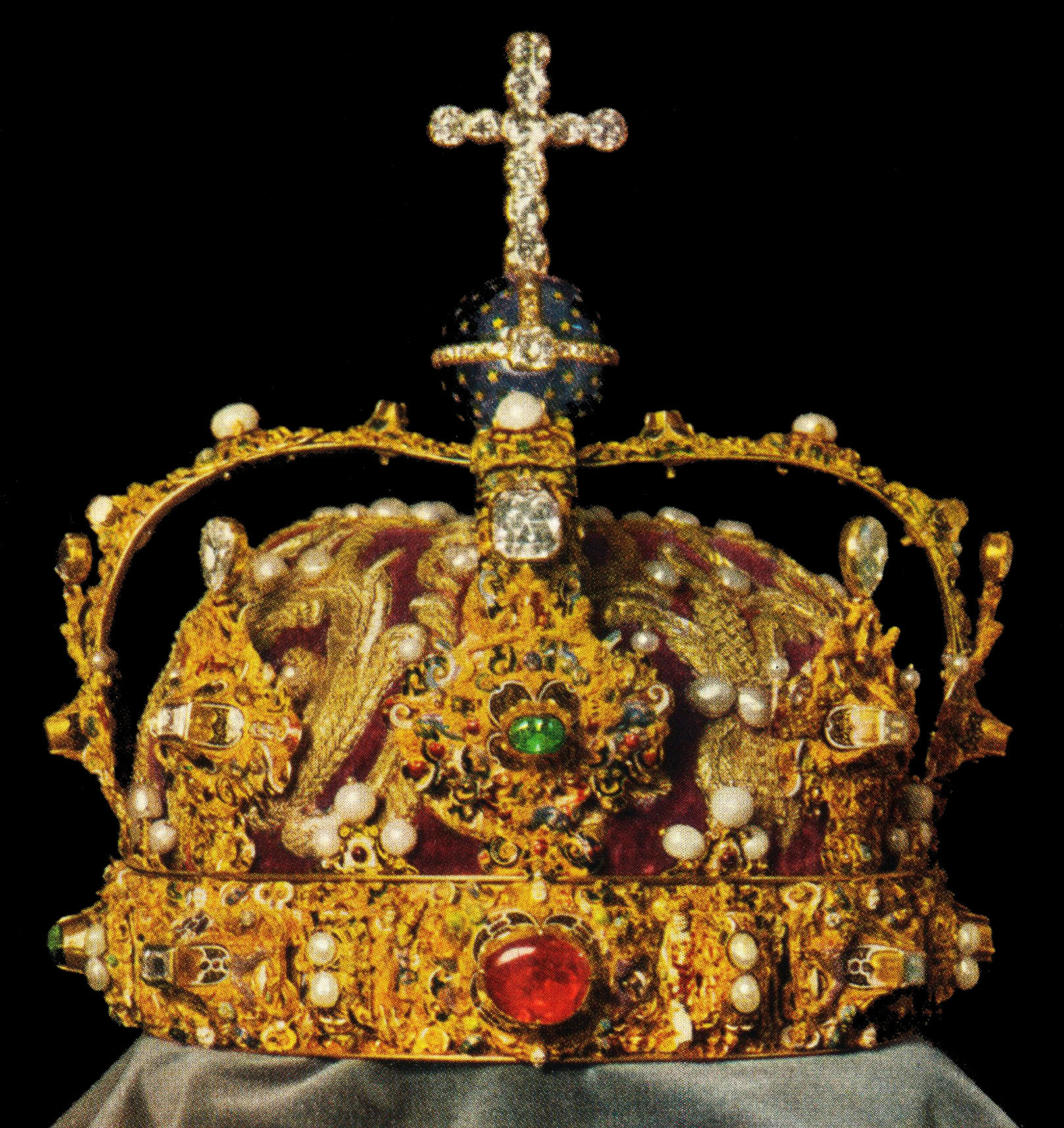
Couronne du roi Éric XIV (après 1818 et avant la restauration du XXe siècle).

La couronne du roi Éric XIV (en) est réalisée à Stockholm en 1561 par l'orfèvre flamand Cornelius ver Weiden pour le couronnement du roi Éric XIV. Elle est typique du style Renaissance de la joaillerie de l'époque. La couronne se compose d'un anneau entouré d’une succession de quatre grandes feuilles et quatre plus petites. Derrière les plus grandes feuilles, quatre cerceaux se rejoignent au sommet de la couronne où se trouve une croix en émail. La couronne est décorée de perles et de pierres précieuses, dont des rubis, des émeraudes et des diamants. 
Après la fin du règne de la dynastie Vasa en Suède en 1654, les monarques des dynasties suivantes ne sont plus couronnés avec cette couronne mais avec celle de la reine Christine. La couronne d'Éric XIV n'est réutilisée qu'en 1818, pour le couronnement du premier monarque Bernadotte, le roi Charles XIV Jean. À cette époque, les Bernadotte modifient la couronne en remplaçant la croix d'origine par un globe émaillé bleu décoré d'étoiles en or et surmonté d'une croix composée de dix diamants. Ils ajoutent également huit rosettes de diamant à la base de la couronne.
Au début du XXe siècle, la couronne est restaurée pour ressembler étroitement à son apparence originale de la Renaissance. 

### Autre insignes
Un sceptre, un orbe et une clé sont également réalisés pour le couronnement du roi Éric XIV. 
Le sceptre est fabriqué par Hans Heiderick en 1561 en or et émail. Il est serti de diamants, rubis et saphirs. À l'origine, il est surmonté d'un grand saphir rond entouré de deux rangées de perles entrecroisées. Après la perte de ce saphir au baptême de Gustave-Adolphe, il est remplacé par un globe émaillé bleu foncé en 1780. 
L'orbe est réalisé par Cornelius ver Weiden et probablement gravé par Franz Beijer à Anvers en 1568. L'orbe est également en or. Au sommet de l'orbe se trouve un orbe plus petit en émail bleu recouvert d'étoiles. À son sommet, on trouve une petite croix formée d'un diamant entouré de trois perles. L'émail bleu actuel date de 1751 et remplace l'émail noir d'origine gravement endommagé lors du sacre de Charles XI. 

## Couronne de la reine

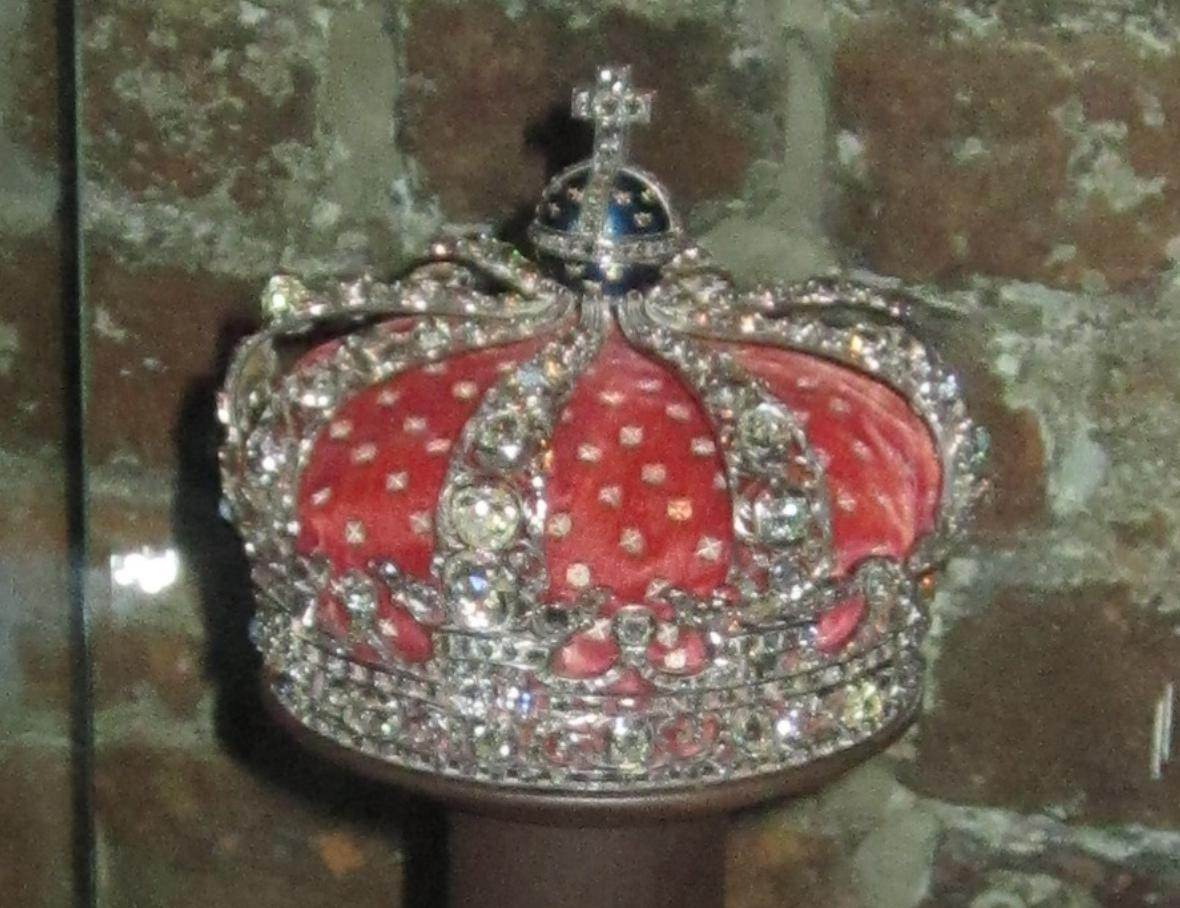
Couronne de la reine.

La couronne de la reine (sv) est réalisée à Stockholm en 1751 par Andreas Almgren pour la reine Louise-Ulrique, couronnée le 26 novembre 1751 avec son époux le roi Adolphe-Frédéric de Suède. Elle est dessinée par Jean Eric Rehn d'après le modèle de la couronne réalisée en 1725 par le joaillier Ronde pour Marie Leszczynska, à l'occasion de son mariage avec le roi Louis XV de France. C'est un bon exemple de l'artisanat suédois du milieu du XVIIIe siècle.
La couronne est en argent et est richement sertie de 695 diamants. Les quarante-quatre plus gros d'entre eux sont un cadeau du Parlement suédois (Riksdag) à la reine Louise-Ulrique pour son mariage en 1744. La couronne est attachée à la racine des cheveux de la reine ou à son foulard à l'aide d'aiguilles.
En 1756, la reine met en gage en Allemagne les quarante-quatre plus gros diamants de la couronne pour financer le coup d'État (en) prévu pour réinstaurer la monarchie absolue en Suède. Elle remplace les diamants par du cristal de roche taillé. L'antiquaire allemand, après avoir reconnu les diamants, contacte l'ambassadeur de France à Stockholm qui informe le gouvernement suédois. La tentative de révolution est ainsi contrecarrée. Après l'échec de ce coup d'État et cet épisode humiliant pour la famille royale suédoise, la couronne est restaurée sans son état d'origine.
Cette couronne est toujours utilisée lors d’occasions formelles comme les mariages et les funérailles royaux.

## Couronne de la reine Marie-Éléonore

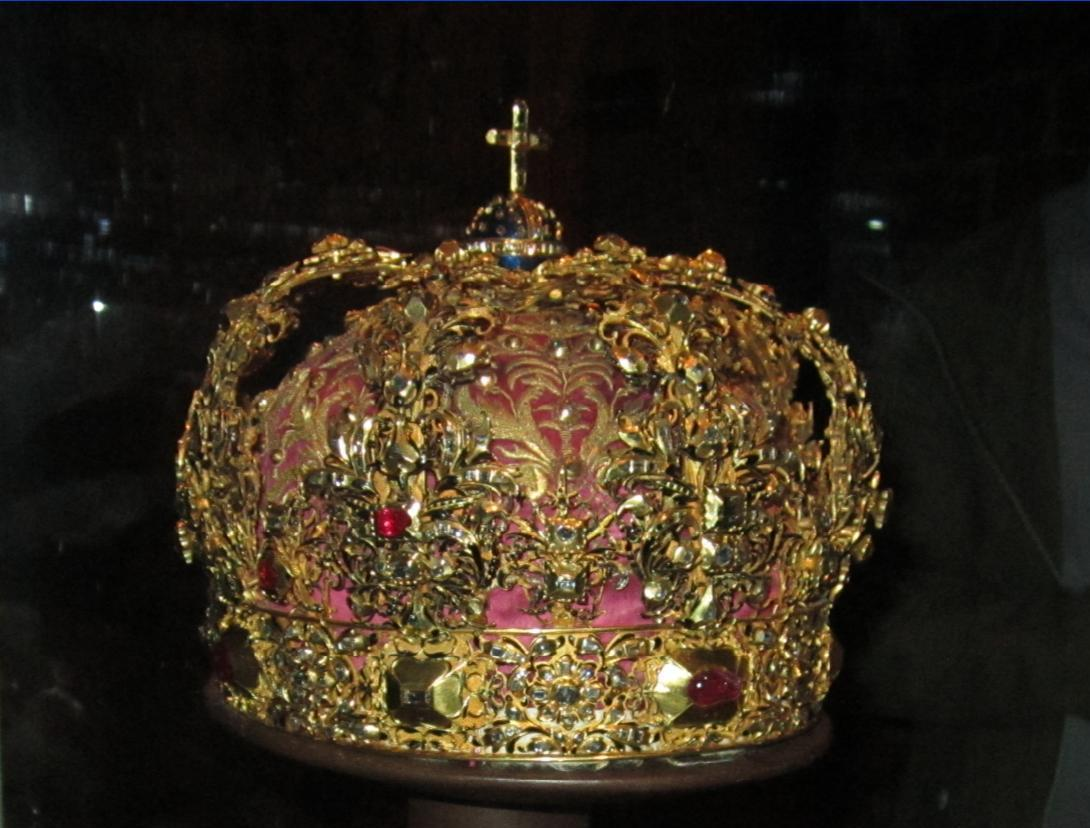
Couronne de la reine Marie-Éléonore de Suède.

La couronne de Marie-Éléonore est réalisée à Stockholm en 1620 par l'orfèvre allemand Ruprecht Miller (sv) pour la reine Marie-Éléonore juste avant son mariage avec le roi Gustave II Adolphe. Elle comporte à l'origine deux arches recouvertes d'un feuillage en or et émail noir et serties de rubis et de diamants. Le rouge et le blanc des rubis et des diamants font référence aux couleurs des armoiries de son père Jean III Sigismond de Brandebourg, tandis que le noir et l'or sont les couleurs du blason de la famille Vasa. 
La couronne est ensuite utilisée par la fille de la reine Marie-Éléonore, Christine, lorsqu'elle monte sur le trône de Suède. Elle fait ajouter deux autres arcs à la couronne de sa mère et davantage de diamants et de rubis. Elle fait également ajouter un bonnet de satin violet brodé en or et serti de diamants à l'intérieur de la couronne.  
La couronne est ensuite portée par les monarques suivants jusqu'en 1818, lorsque le roi Charles XIV Jean décide de réutiliser la couronne du roi Éric XIV. 
La couronne de Marie-Éléonore est exposée avec d’autres attributs royaux suédois lors d’une exposition à la National Gallery of Art de Washington DC en 1988-1989.

## Couronne du prince héritier

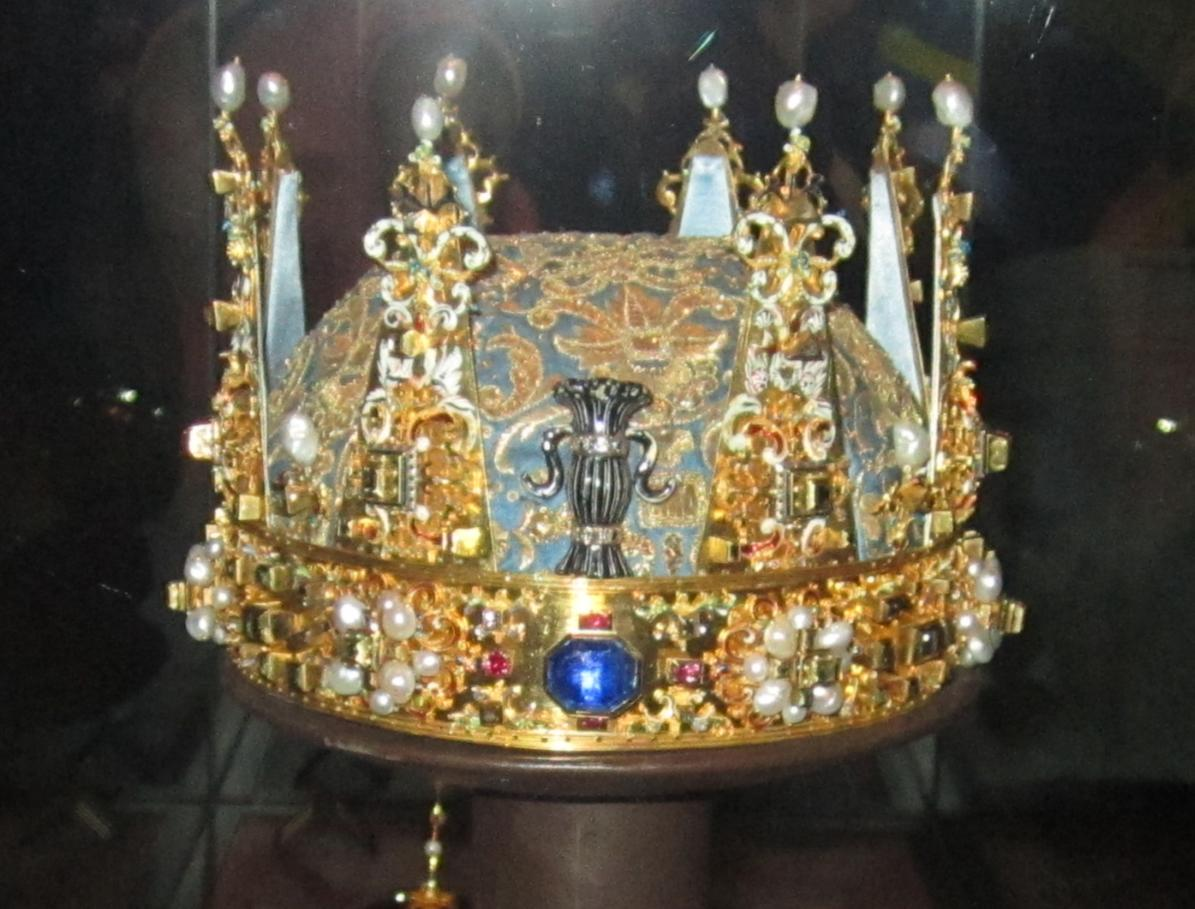
Couronne du prince héritier.

La couronne du prince héritier (sv) est conçue pour Karl Gustav (futur roi Charles X Gustave) pour le couronnement de sa cousine Christine en 1650. Elle est fabriquée en seulement quelques semaines par l'orfèvre Jürgen Dargeman (sv), la reine Christine ayant rappelé au conseil seulement dix-sept jours avant son couronnement la tradition selon laquelle l'héritier du trône doit porter un costume spécial composé d’un manteau et d'une couronne lors des couronnements. Vu le court délai pour la réaliser, Dargeman réutilise certaines parties de la couronne conçue pour la reine Christine de Holstein-Gottorp pour le couronnement du roi Charles IX. La couronne est constituée de décorations en émail de cette ancienne couronne et de nouvelles pierres montées sur un anneau de couronne simple à huit pointes triangulaires. Lors du couronnement, la couronne n'est pas portée directement sur la tête mais elle est placée sur un chapeau de velours, brodé d'or et d'argent et bordé d'hermine. En 1772, lors du couronnement du roi Gustave III, des gerbes de maïs noires en émail, symboles de la dynastie Vasa, sont ajoutées.